# City of Darebin
City of Darebin – obszar samorządu lokalnego (ang. local government area), położony w północnej części aglomeracji Melbourne. City of Darebin powstało w 1994 roku z połączenia dwóch jednostek samorządowych tj. Northcote i Preston. Obszar ten zamieszkuje 128 067 osób. Rada miasta mieści się w Preston Town Hall.

## Dzielnice
- Alphington
- Bundoora
- Fairfield
- Kingsbury
- Macleod
- Northcote
- Preston
- Reservoir
- Thornbury